# Rivière Duparquet
Pour les articles homonymes, voir Duparquet.
Agodekamig Sibi/Kamadeabikaigedj
La rivière Duparquet ou Agodekamig Sibi et Kamadeabikaigedj est un cours d'eau dont l'embouchure est situé dans la municipalité de Gallichan, dans la municipalité régionale de comté (MRC) de Abitibi-Ouest, dans la région administrative de l'Abitibi-Témiscamingue, au Québec, au Canada.
La rivière coule en zone agricole et forestière. La surface de l'eau est généralement gelée de la mi-novembre à la fin avril ; néanmoins, la période de circulation sécuritaire sur la glace est habituellement de la mi-décembre à la fin mars.

## Géographie
Les cours d'eau voisins du bassin versant de la rivière Duparquet sont :
- côté est : rivière Cachée, rivière Palmarolle ;
- côté sud : lac Duparquet ;
- côté ouest : ruisseau Antoine ;
- côté nord : lac Abitibi.

La rivière Duparquet draine les eaux du lac Duparquet dont l'embouchure est situé à 6,9 km à l'ouest du centre-ville de Duparquet, dans la partie nord du lac, soit près du pont de la route 388 dans le territoire de Rapide-Danseur.

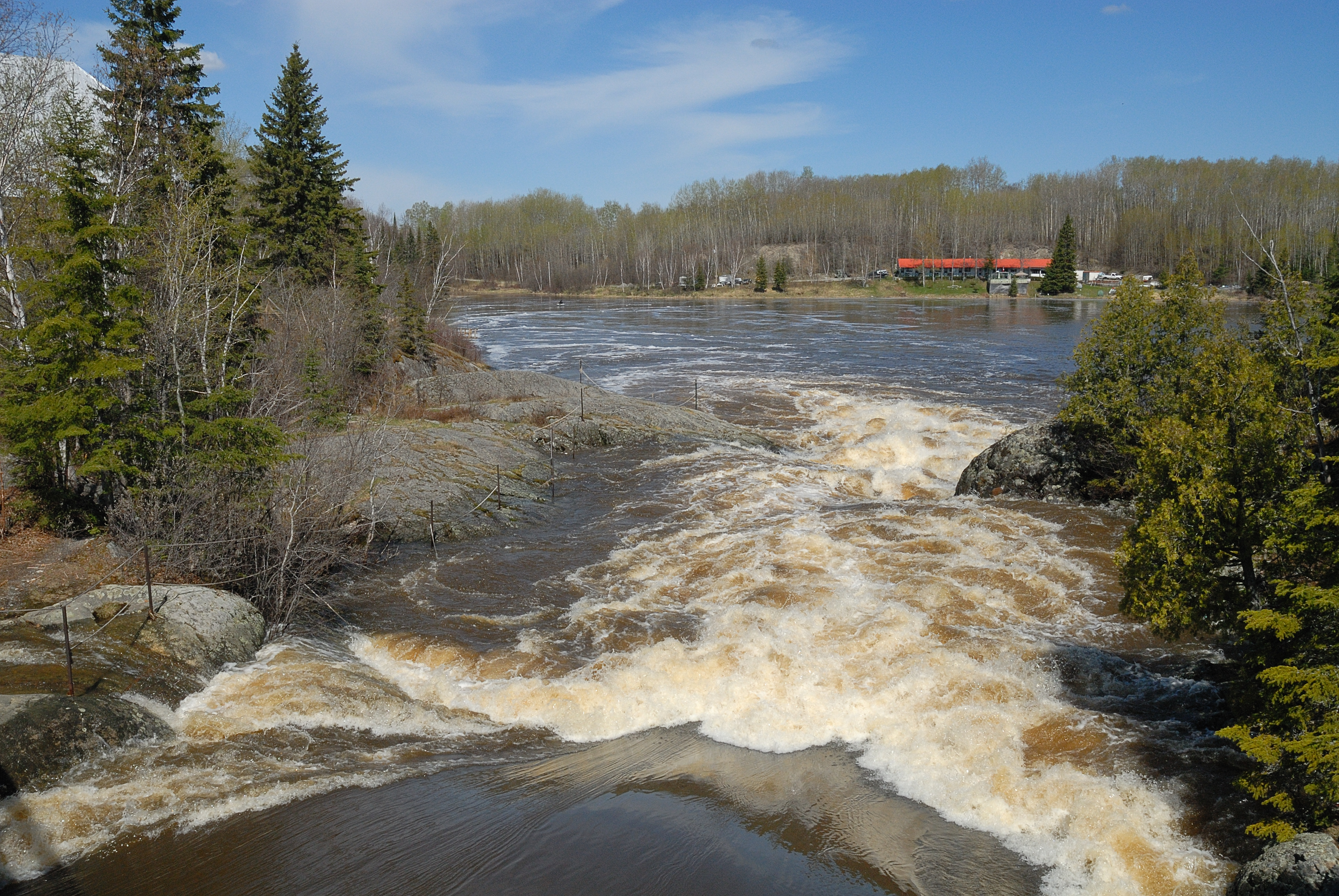
La rivière Duparquet à Rapide Danseur

Le lac Duparquet est un plan d'eau épousant la forme d'un V pointé vers l'est. Les principales îles de ce lac sont : Moukmouk, Nisha, Demil, Stoughton, Sangster, Dry Bone et Beattie. Ce lac est alimenté par : rivière Lanaudière, rivière D'Alembert, ruisseau Gauthier, rivière Kanasuta, rivière Mouilleuse, ruisseau Saint-Pierre, ruisseau Fabie, rivière Marquis et la décharge du lac Hébécour.
À partir du lac Duparquet, la rivière Duparquet coule sur 15 km droit vers le nord en parallèle (à une distance entre 16 km et 17,3 km) avec la frontière de l'Ontario et du Québec. Dans son parcours, la rivière passe aux villages de Rapide-Danseur et de Gallichan. Elle traverse le rapide Danseur dans la municipalité de Rapide-Danseur. La rivière passe à 2,7 km à l'ouest de la montagne Chez Laverdière (altitude : 289 m).
La rivière Duparquet va se déverser au fond d'une longue baie (profonde de 4,3 km) sur la rive sud de la partie est du lac Abitibi ; la pointe des Indiens est située sur le littoral est de cette baie qui est entourée de zones de marais à l'est et à l'ouest. L'embouchure de la rivière Duparquet est située à 20,8 km au sud du centre de La Sarre, à 8,8 km au sud-ouest du village de Palmarolle, à 8,5 km à l'est du village de Roquemaure, à 3,7 km au nord du village de Gallichan, à 16 km au nord du village de Duparquet et à 50 km au nord-ouest du centre-ville de Rouyn-Noranda.

## Toponymie
Le cours d'eau est d'abord connu sous le nom de Agodekamig Sibi, qui signifie rivière de la terre suspendue et Kamadeabikaigedj, qui signifie endroit où on entend un bruit sous l'eau en anicinapemowin. Le nom Duparquet a été attribué en fonction du canton dans lequel le lac Duparquet et l'amont de la rivière sont situés. Le nom honore la mémoire d'un capitaine de grenadiers au régiment de la Sarre, lequel faisait partie de l'armée du général Montcalm. Commandant de bataillon, Duparquet fut blessé le 28 avril 1760, lors d'une attaque des troupes de Lévis contre les Britanniques qui occupaient Québec.
Le toponyme rivière Duparquet a été officialisé le 5 décembre 1968 à la Banque des noms de lieux de la Commission de toponymie du Québec.